# نشانه شوستوک
نشانه شوستوک علامتی است که با وارد آوردن ضربات ملایمی بر روی مسیر عصب چهره‌ای (عصب صورتی) قابل بررسی است. در صورت انقباض عضلانی احتمال کمبود کلسیم وجود دارد. این علائم نشانه بالینی هیپوکلسمی است.
این روند به یک واکنش غیرطبیعی در برابر تحریک عصب صورت اشاره دارد. وقتی عصب صورت تحریک شود عضلات صورت در همان طرف صورت بلافاصله منقبض می‌شوند (به‌طور معمول انقباض بینی یا لبها) به دلیل هیپوکلسمی توصیف می‌شود، این علامت ممکن است در آلکالوز تنفسی نیز دیده شود. مانند آنچه درهایپر پنه دیده می‌شود.